# Okak (peuple)
Pour les articles homonymes, voir Okak.
Les Okak sont un peuple d'Afrique centrale vivant au Cameroun, au Gabon et en Guinée équatoriale. Ils font partie du groupe Fang et sont proches des Ntumu.

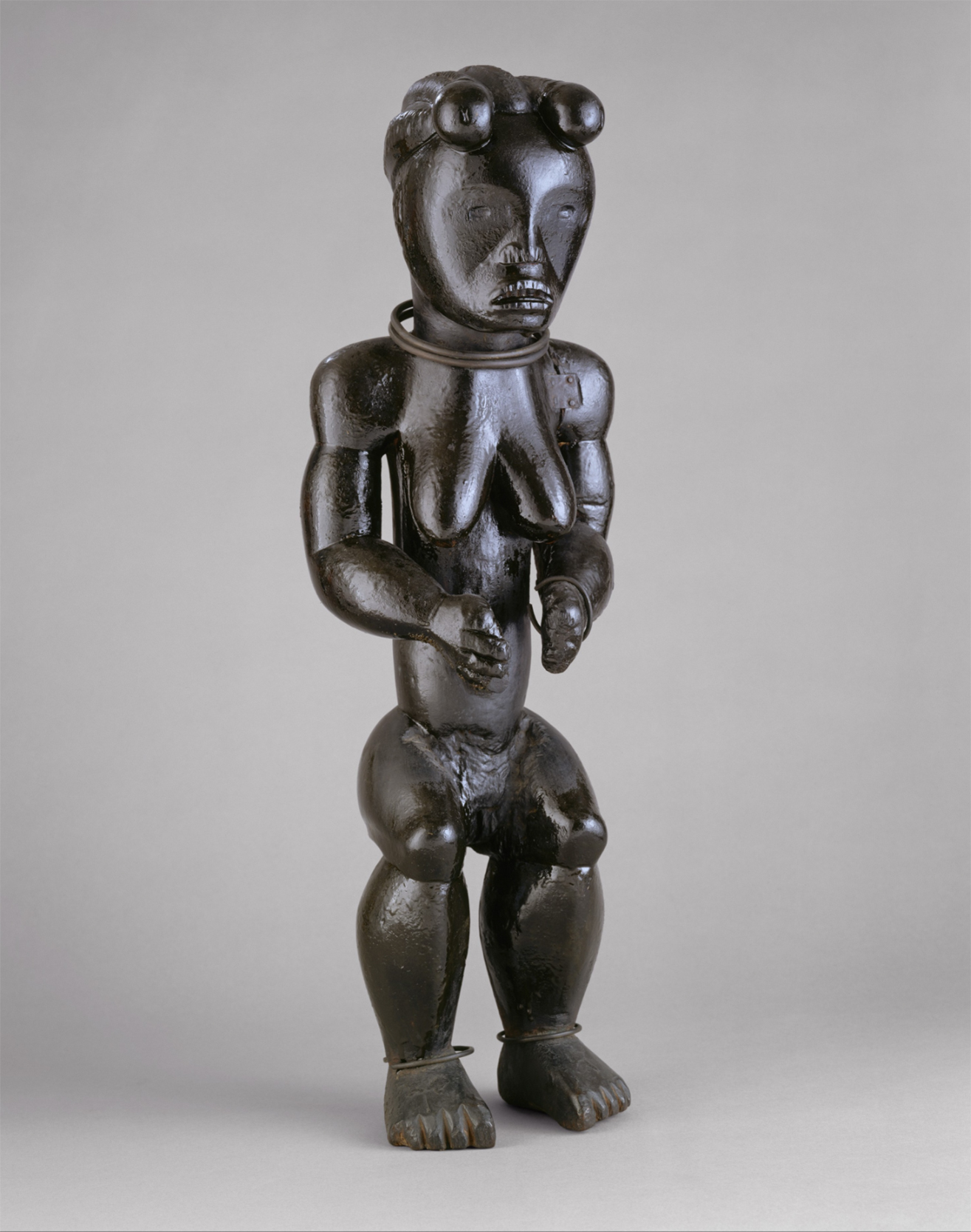
Statue d'ancêtre Okak,
Metropolitan Museum of Art

## Langue
Leur langue est l'okak, un dialecte du fang, une langue bantoue.